# Vaše
Vaše este o localitate din comuna Medvode, Slovenia, cu o populație de 469 de locuitori.